# 한지윤 (야구 선수)

한지윤(2006년 4월 10일~)은 KBO 리그 한화 이글스의 포수이다.

## 출신 학교
- 서울가동초등학교
- 휘문중학교
- 경기상업고등학교

## 통산 기록
KBO 리그 로고(영문/다크모... 한지윤의 역대 KBO 기록
| 2025 | 한화 | \| \| 이 글은 야구인에 관한 토막글입니다. 여러분의 지식으로 알차게 문서를 완성해 갑시다. \| |
|      | 한화 | 이 글은 야구인에 관한 토막글입니다. 여러분의 지식으로 알차게 문서를 완성해 갑시다.          |